# Ksenija Klampfer
Ksenija Klampfer, née le 27 juillet 1976, est une femme politique slovène, ministre du Travail, de la Famille, des Affaires sociales et de l'Égalité des chances de 2018 à 2020.

## Biographie
Après des études de droit à l'Université de Maribor, elle travaille comme secrétaire d'État au ministère de l'Administration publique.
Le 13 septembre 2018, elle est nommée ministre du Travail, de la Famille, des Affaires sociales et de l'Égalité des chances par le Premier ministre Marjan Šarec.